# Spoorlijn Ringsted - Rødby Færge
De spoorlijn Ringsted - Rødby Færge (Deens: Sydbanen) is een spoorlijn tussen Ringsted op het eiland Seeland naar Rødby Færge op het eiland Lolland in Denemarken.
Aanvankelijk betrof de Sydbanen de spoorlijn van Roskilde via Køge naar Næstved, maar sinds de opening van het traject tussen Ringsted en Næstved in 1924 had de naam betrekking op het traject vanaf Ringsted. Het traject van Roskilde via Køge naar Næstved werd sindsdien als Lille Syd aangeduid.

## Geschiedenis
Op 4 oktober 1870 opende Det Sjællandske Jernbaneselskab (SJS) de spoorlijn van Roskilde via Køge en Næstved naar Masnedø bij Vordingborg. Omdat de SJS zich meer op het westen van Seeland richtte en geen interesse voor een spoorlijn naar Falster en Lolland toonde, werd door Carl Frederik Tietgen in eigen beheer een spoorlijn tussen Orehoved en Nykøbing Falster aangelegd, welke op 22 augustus 1872 werd geopend. Nadat Det Lolland-Falsterske Jernbane-Selskab (LFJS) op 1 juli 1874 een spoorlijn van Nykøbing Falster naar Nakskov opende, werd de spoorlijn tussen Orehoved en Nykøbing Falster aan de LFJS overgedragen. De LFJS liet enkele doorgaande treinen tussen Orehoved en Nakskov rijden.
Vanaf 15 januari 1884 werden beide spoorlijnen verbonden door een spoorpont over de Storstrøm tussen Masnedø en Orehoved, welke in dienst bleef tot de opening van een brug over de Storstrøm op 26 oktober 1937.
In 1885 ging de SJS op in de Danske Statsbaner (DSB). Rond 1892/1893 nam de DSB ook de exploitatie van de spoorlijn tussen Orehoved en Nykøbing Falster over van de LFJS. De LFJS bleef wel de eigenaar van het spoor.
Reeds in 1908 werden plannen gemaakt voor een Midtbanen van Næstved via Ringsted en Frederiksund naar Hillerød. Bijna tien jaar later, in 1917, werden deze plannen, inmiddels ingekort tot een spoorlijn tussen Næstved en Ringsted, goedgekeurd en kon met de aanleg worden begonnen. Door het intreden van de Eerste Wereldoorlog werd de bouw vertraagd en pas op 1 juni 1924 kon de spoorlijn worden geopend. Doorgaande treinen tussen Kopenhagen en Vordingborg werden nu hoofdzakelijk via Ringsted geleid. Een aantal doorgaande treinen bleef via Køge rijden.
Op 14 mei 1963 werd een directe spoorlijn van Nykøbing Falster naar Rødbyhavn aangelegd als onderdeel van de Vogelfluglinie met een veerverbinding over de Fehmarnbelt naar Sleeswijk-Holstein in Duitsland. Deze lijn kent geen tussenstations. Wel zijn er op drie plaatsen kruisingsmogelijkheden aangelegd.

## Toekomst
Sinds december 2021 verzorgt de DSB het personenvervoer op dit traject met regionale treinen van Helsingør en Køge naar Nykøbing Falster en een elektrische treindienst tussen Helsingør en Næstved (via Roskilde). In verband met de werkzaamheden voor de bouw van de Fehmarnbeltverbinding zijn de internationale intercitytreinen tussen Kopenhagen en Hamburg omgeleid via Odense. De hele spoorlijn wordt geëlektrificeerd en gemoderniseerd ten hoeve van de Fehmarnbeltverbinding. Er wordt een nieuwe Storstrømbrug gebouwd.